# 9º Stormo "Francesco Baracca"
Il 9º Stormo "Francesco Baracca" è uno stormo dell'Aeronautica Militare Italiana, inquadrato dal 2006 nella 1ª Brigata aerea "operazioni speciali". 
È di stanza presso l'aeroporto di Caserta-Grazzanise. Dal 2006 lo Stormo non ha più caccia ed è operativo con un solo gruppo di volo, il 21°, composto da equipaggi di volo con elicotteri Agusta Westland HH-101 Caesar e operatori STOS (Supporto Tattico alle Operazioni Speciali). Fa parte delle "Unità di Supporto Operativo per Operazioni Speciali" delle forze speciali italiane,
È intitolato al celebre eroe in quanto ne ha fatto parte il 10º Gruppo caccia, in cui si trova la altrettanto celebre 91ª Squadriglia, detta "degli assi", tra le cui file ci fu il maggiore Francesco Baracca.

## Storia

### Stormo da bombardamento
Costituito dalla Regia Aeronautica il 26 febbraio 1934 all'Aeroporto di Ciampino Nord come stormo da bombardamento terrestre formato dal XXVI Gruppo B.N. (Bombardamento Notturno) con la 11ª Squadriglia e 13ª Squadriglia sui Ca.74 (versione dei Caproni Ca.73) e dal XXIX Gruppo S.B.P. (Sperimentale Bombardamento Pesante) con la 62ª Squadriglia e 63ª Squadriglia sui Caproni Ca.79, Caproni Ca.90, Caproni Ca.95, Caproni Ca.100, Caproni Ca.102, Fiat C.R.20 Asso, Fiat AS.1 e Breda CC.20, partecipa alle operazioni di guerra in Somalia nel 1936 ed opera nella campagna di Africa fino al 1941. 
Dal novembre 1934 al settembre 1936 è stato comandato da Renato Sandalli e tra le proprie file aveva Pietro Piacentini (poi Ministro dell'aeronautica del Regno d'Italia) e Francesco Santoro (medaglia d'oro al valor militare).
Il 15 febbraio 1935 il 29º Gruppo diventa da Bombardamento Notturno ed il 26 agosto lo stormo si sdoppia in Stormo bis su Ciampino Nord e Stormo A.O. sugli S.M.81 per le operazioni belliche in Africa Orientale.

#### Guerra d'Etiopia
Il 21 novembre 1935 arriva l’ordine di partenza immediata del 9º Stormo per l’AO nell'ambito della Guerra d'Etiopia. Tra l’8 e il 10 dicembre lo stormo parte per l’Africa orientale. Tra il 14 dicembre e il 16 dicembre il personale arriva a Massaua. Il primo volo di guerra avviene il 21 dicembre.
Il Comando del 9º Stormo da bombardamento era composto da:
- XXVI Gruppo (11ª Squadriglia e 13ª Squadriglia);
- XXIX Gruppo (62ª Squadriglia e 63ª Squadriglia).[2]

Il 23 dicembre nell'ambito dell'Offensiva etiope di Natale sgancia 8 bombe C500T all'Iprite nei guadi del torrente Buffa e Golimà.
Al 12 gennaio 1936 era nella Brigata aerea da bombardamento a Gura (Eritrea).

#### Africa Orientale Italiana
Al 3 agosto 1936 è a Dire Daua (poi Aeroporto di Dire Dawa), nell'ambito dell'Africa Orientale Italiana, nel Comando settore aeronautico est con:
- XXIX Gruppo;
- XLV Gruppo;
- 107ª Squadriglia.[5]

Nell'ottobre 1936 lo stormo torna in Italia, nell'ottobre 1937 è all'Aeroporto di Viterbo dove nel novembre successivo riceve gli S.M.79.

#### Seconda guerra mondiale
Al 10 giugno 1940 era all'Aeroporto di Viterbo con 27 Savoia-Marchetti S.M.79 con il XXVI Gruppo (11ª Squadriglia e 13ª Squadriglia) e XXIX Gruppo (62ª Squadriglia e 63ª Squadriglia) nella 5ª Divisione Aerea Eolo del Gen. B.A. Augusto Bonola di Viterbo della 3ª Squadra aerea.
Con lo scoppio delle ostilità lo stormo al comando di Mario Aramu si trasferì all'aeroporto di Alghero operando contro le forze francesi in Corsica, e dopo l'armistizio con la Francia, il 7 settembre partì per l'Africa settentrionale alle dipendenze della 5ª Squadra aerea, dislocandosi a Castelbenito presso l'Aeroporto di Tripoli e poi a Derna presso l'Aeroporto di Martuba.
Nel mese di dicembre gli inglesi lanciarono l'Operazione Compass sul fronte della Marmarica, che in breve tempo, grazie alla superiore mobilità, scompaginò la 10ª Armata italiana al comando del Maresciallo d'Italia Rodolfo Graziani. Nel disperato tentativo di contrastare l'avanzata della Desert Force i bombardieri furono impiegati in missioni di attacco al suolo contro le colonne avanzanti. Il 16 dicembre la 4ª Brigata corazzata circondò la guarnigione italiana di Sidi Omar, che richiede disperatamente l'intervento dell'aviazione al fine di evitare l'annientamento. Sei bombardieri del 9º Stormo decollano alle 14:40 da Derna e arrivano su Tobruk, dove attendono invano l'arrivo dei caccia di scorta C.R.42 Falco, proseguendo quindi, senza scorta, verso l'obiettivo. Postosi alla testa della formazione, sul suo velivolo Aramu prese posto il tenente Victor Hugo Girolami in qualità di ufficiale puntatore. Arrivati in vista dell'obiettivo gli aerei italiani furono intercettati da una grossa formazione di caccia inglesi, formata da circa venti Hawker Hurricane e cinque Gloster Gladiator che si lanciarono all'attacco da una quota superiore. Tre dei sei bombardieri furono abbattuti dopo una strenua difesa. Il primo a cadere fu quello del tenente colonnello Guglielmo Grandjacquet, il secondo quello di Aramu, e il terzo quello del sottotenente Tonachella.
La morte di Aramu però non fu data per certa subito, fu dato come disperso nel Bollettino di guerra n.194 ci furono notizie di un certo Mario Aramai al quale furono amputate le gambe e fatto prigioniero, poi più nulla. Sua moglie Olga lo aspettò per anni e anni. Per onorarne la memoria fu decretata la concessione della Medaglia d'oro al valor militare, così come a Grandjacquet e a Girolami. Il 15 dicembre del 1940 era stato insignito dal Fuhrer Adolf Hitler dell'Ordine dell'Aquila tedesca con spade.
Nella seconda guerra mondiale opera in Africa settentrionale dove, a seguito dell'eroismo dimostrato e del sacrificio di vite umane e mezzi, si vede decorare la propria Bandiera di Guerra con la Medaglia d'Argento al Valor Militare. Continua l'impegno bellico con la partecipazione alla battaglia di Pantelleria,  fino allo scioglimento dopo l'8 settembre 1943.

### Il 9º ricostituito come Stormo caccia
Ricostituito dall'Aeronautica Militare nel 1967 come stormo caccia intercettori sull'aeroporto di Grazzanise, la base aerea veniva intitolata alla medaglia d'oro Carlo Romagnoli e lo stormo nel 1969 a Francesco Baracca, mentre, insieme al 10º Gruppo assume lo stemma del cavallino rampante, operando con gli F-104. Il reparto ha operato fino al 2004 come stormo da caccia.
Il 10º Gruppo caccia intercettori fu rischierato alla fine del 2004 presso il 37º Stormo Caccia, sulla base aerea di Trapani Birgi, dove ha operato inizialmente con velivoli F16 e successivamente con i velivoli Eurofighter 2000, e nel 2006 entrò nei ranghi del 37°.

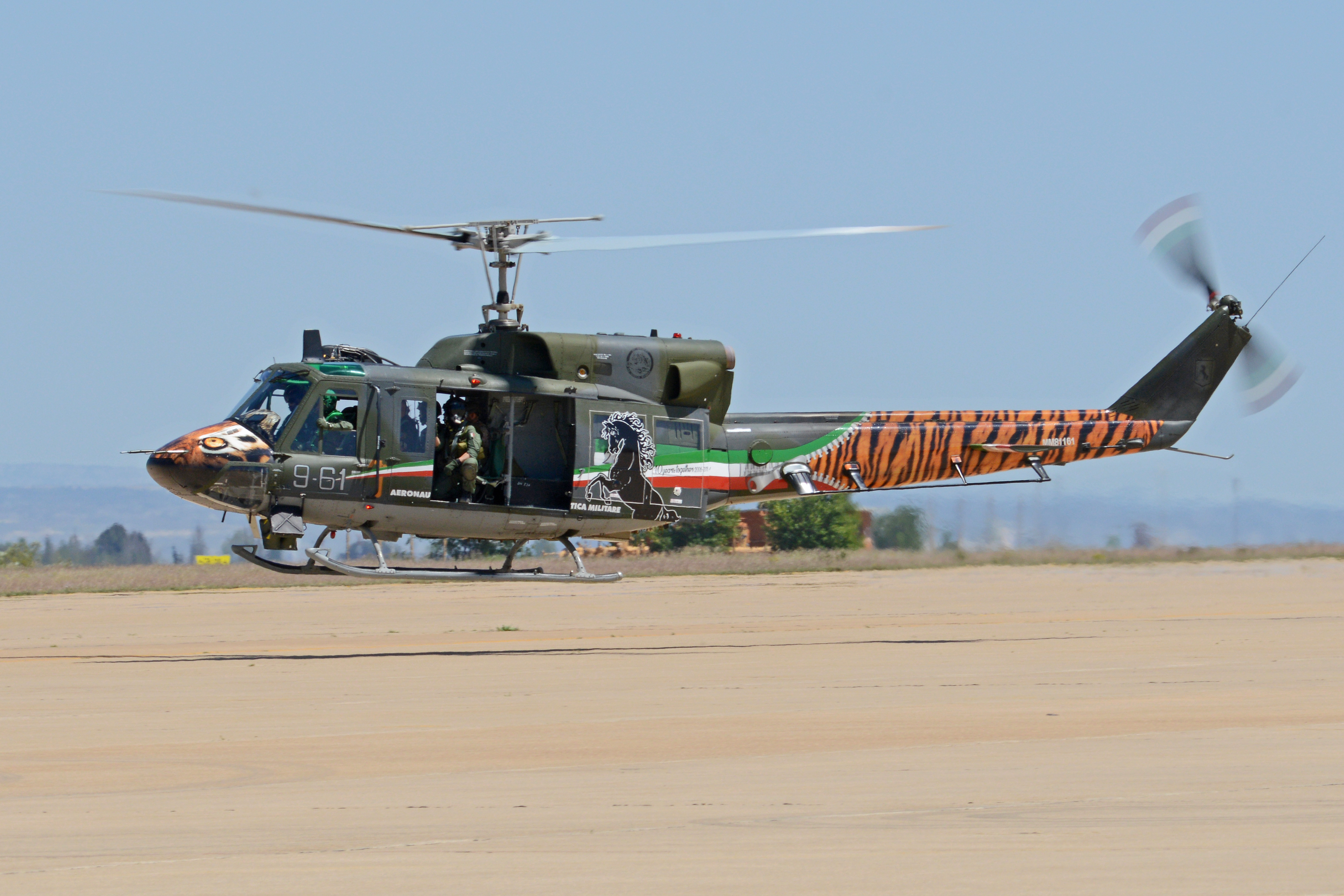
Agusta-Bell HH-212A al Tiger meeting 2016

### Stormo elicotteri
Perso il 10º Gruppo, nel 2006 presso il 9º Stormo viene ricostituito a Grazzanise il 21º Gruppo volo "Ad hostes rugens", proveniente dalla posizione quadro, con in dotazione gli elicotteri Agusta Bell HH 212/A.  L'Aeronautica Militare affidava contestualmente la nuova missione allo stormo: il supporto alle Operazioni speciali. 
Il primo impegno nella nuova veste operativa inizia il 23 aprile 2006 quando si costituisce il Reparto distaccato del 9º Stormo "Italian Task Force Air",  presso l'aeroporto internazionale di Kabul, nell'ambito della missione ISAF.
Dal 1º luglio 2007, il 9º Stormo è passato alle dipendenze della 1ª Brigata aerea "operazioni speciali" di Roma.
Dal 2009 il 9º Stormo dispone anche di un gruppo di Fucilieri dell'Aria che svolge attività di controllo del territorio, difesa terrestre di obiettivi sensibili tra cui il sedime aeroportuale, difesa CBRN, EOR/EOD (riconoscimento e disattivazione ordigni esplosivi), perlustrazione aree e disposizione check-point.
Il Gruppo Fucilieri dell'Aria del 9° opera in Afghanistan per garantire la protezione della Forward Support Base di Herat.
Dal 2012 è operativa una pista semi-preparata in terra battuta che consente a C-27J e C-130J della 46ª Brigata Aerea di Pisa di addestrarsi efficacemente. Tale attività riproduce l’ambiente e i requisiti operativi tipici delle attività fuori dei confini nazionaliie, a costi molto ridotti e in condizioni di massima sicurezza, all’interno di un aeroporto dotato di sistemi antincendio, infermeria H24 e una torre di controllo.
Dal 2012 l'Aeroporto di Grazzanise ospita il 2nd NATO Signal Battalion con funzioni di Centro Operativo Mobile per le telecomunicazioni che assicura il Supporto alle Operazioni nei Teatri Operativi al personale dell’Alleanza Atlantica. ed al quale il 9º Stormo assicura la funzione di “Host Nation Support”.
Nel 2016 in occasione del Giubileo, del G8 e del G20 del 2017, il 9º Stormo ha contribuito per la realizzazione della cornice di sicurezza aerea in attività di difesa aerea mediante l’impiego degli elicotteri HH-212 del 21º Gruppo Volo pronti ad intervenire per l’intercettazione di velivoli a bassa velocità (Slow Mover Interceptor Operator).
Dal 2017 il 9º Stormo assicura il supporto tecnico operativo e logistico nell'ambito dell’attività I.A.V.A. (Incremento Attività Volativa Allievi) finalizzata all’incremento delle attività di volo da parte degli allievi dell’Accademia Aeronautica, sulla base aerea di Grazzanise. A tal riguardo sono attive presso il 9º stormo due piste in erba denominate launching pad.
A gennaio e ad agosto 2017 il 9º Stormo , con i propri elicotteri HH-212, è stato impiegato in Abruzzo e nelle Marche, in occasione delle intense e delicate operazioni aeree legate agli eventi occorsi alle popolazioni colpite dall'emergenza neve e terremoto nel gennaio 2017: in particolare gli equipaggi sono intervenuti nell’ambito dell’attività di Ricerca e soccorso di feriti e dispersi in due eventi nazionali particolarmente rilevanti e rispettivamente in occasione del travolgimento del Hotel Rigopiano da parte di una slavina sul Gran Sasso D’Italia e sull’isola di Ischia in soccorso alla popolazione colpita dal terremoto.
Il 27 settembre del 2017 il 9º Stormo ha compiuto i cinquanta anni di permanenza sulla base aerea di Grazzanise; in tale occasione è avvenuto il rinnovo del drappo della bandiera di guerra e un raduno di tutti gli ex appartenenti al reparto del cavallino rampante.
Nell'estate del 2019 gli elicotteri HH-212 sono stati impiegati per la prima volta nell'ambito della lotta antincendio boschivo, effettuando la prima missione operativa in Sicilia nella provincia di Agrigento.
Nell'estate del 2020, dopo un lungo percorso di preparazione, sono stati assegnati i primi HH-101A ME (Missione Enhanced) al 9º Stormo con le insegne del "cavallino rampante". L'HH-101A, indicato con la denominazione "Caesar" nella versione dell'Aeronautica Militare, è un aeromobile sviluppato da Leonardo S.p.A. secondo dei requisiti specifici, con lo scopo di soddisfare le esigenze della Forza Armata nel segmento ala rotante medio-pesante e per espletare una serie di ruoli che vanno dal Supporto Aereo alle Operazioni Speciali (SAOS), prerogativa specifica degli uomini del 21º Gruppo "Tiger" del 9º Stormo, oltre ad attività quali il Search and Rescue (SAR) e la Personnel Recovery (PR) senza dimenticare il recupero di persone, civili e militari, in situazione di difficoltà in aree di crisi. Un assetto, che insieme a tutta la componente di supporto logistico e agli equipaggiamenti, è stato pensato per poter rispondere anche ad esigenze di elevata proiettabilità, anche fuori dai confini nazionali, contesti in cui spesso sono chiamati ad operare gli uomini e le donne del 9º Stormo.
Nel marzo 2020, durante l'emergenza sanitaria COVID-19, un equipaggio del 21º Gruppo "Tiger" del 9º Stormo ha effettuato il suo primo trasporto sanitario urgente in bio-contenimento con l'elicottero HH-101A ME, trasportando un paziente affetto da Coronavirus dall'aeroporto di Cremona a quello di Rivolto. Inoltre, durante l'emergenza COVID-19 il Gruppo Fucilieri dell'Aria ha operato con personale "Fuciliere" qualificato "disinfettore" in squadre di disinfezione e decontaminazione in diversi enti e Reparti della Forza Armata, individuati quali centri strategici per il transito del personale in partenza e in rientro dai teatri operativi fuori dai confini nazionali nonché per i trasporti sanitari in bio-contenimento di personale affetto da Coronavirus.

## Organizzazione
- Ufficio Comando
- Ufficio Operazioni
- Ufficio Sicurezza Volo
- 21º Gruppo volo (EVOS-STOS);
- Gruppo Protezione delle Forze;
- GEA (Gruppo Efficienza Aeromobili)
- 509º Gruppo SLO (Supporto Logistico Operativo)
- 409º Gruppo STO (Supporto Tecnico Operativo)
- Infermeria di Corpo
- Servizio Amministrativo
- Servizio Locale Prevenzione e Protezione
- Ufficio Presidio
- Sezione P.UMA.S.S. (Promozione Umana, Sociale e Sport)
- Pubblica Informazione e Comunicazione.

## Missione
Il 9º Stormo dal 2005, oltre alle missioni comuni a tutte le Forze Armate previste dalla nostra normativa, opera con i velivoli in dotazione nelle versioni ICO e SAR, infatti la sua missione è assicurare con il 21º Gruppo Volo ed i Fucilieri dell'Aria il supporto aereo e terrestre, a Reparti di Forze Speciali o di Forze per Operazioni Speciali, sia nazionali che NATO, sia per le fasi di spiegamento che di ripiegamento nei vari teatri operativi, detti Fuori Area.
Inoltre assicura le operazioni SAR (Search And Rescue) e Combat SAR.
Il reparto è chiamato, in esecuzioni delle risoluzioni delle Nazioni Unite, anche per le missioni di peacekeeping e peace-enforcement, con interventi di evacuazione sanitaria d'emergenza (Medevac) in Italia e all'estero.

## Riconoscimenti
- Silver Tiger Trophy in occasione deall’esercitazione NATO Tiger Meet svoltasi nel maggio 2015 a Konia (Turchia).
- Encomio Solenne ricevuto il 5 maggio 2016 dal Comune di Sarno per l'abnegazione, la professionalità e la generosità profuse durante i tragici eventi del 05 maggio 1998.

## Elenco Comandanti
| Col. Pil. | Alfio         | VENERI               | 1967-1968 |
| Col. Pil. | Francesco     | FERRANTE             | 1968-1969 |
| Col. Pil. | Aldo          | MELOTTI              | 1969-1970 |
| Col. Pil. | Mario         | TORTORA              | 1970-1971 |
| Col. Pil. | Riccardo      | MUSCI                | 1971-1972 |
| Col. Pil. | Vittoriano    | GIACHINI             | 1972-1973 |
| Col. Pil. | Giorgio       | SANTUCCI             | 1973-1974 |
| Col. Pil. | Oreste        | GARGIOLI             | 1974-1975 |
| Col. Pil. | Umberto       | BELGRADO             | 1975-1976 |
| Col. Pil. | Mario         | CONSOLI              | 1976-1977 |
| Col. Pil. | Vincenzo      | MANCA                | 1977-1978 |
| Col. Pil. | Lorenzo       | DE GIOVANNI          | 1978-1980 |
| Col. Pil. | Sergio        | CASTALDI             | 1980-1981 |
| Col. Pil. | Oriano        | ORSUCCI              | 1981-1983 |
| Col. Pil. | Gioacchino    | INSOLIA              | 1983-1984 |
| Col. Pil. | Luciano       | CASSIOLI             | 1984-1986 |
| Col. Pil. | Antonio       | D'AMBROSIO           | 1986-1987 |
| Col. Pil. | Alessio       | SANTICCHI            | 1987-1989 |
| Col. Pil. | Francesco     | GIANESIN             | 1989-1990 |
| Col. Pil. | Ubaldo G.     | SERINO               | 1990-1992 |
| Col. Pil. | Leandro       | DE VINCENTI          | 1992-1994 |
| Col. Pil. | Giorgio       | SIGULIN              | 1994-1995 |
| Col. Pil. | Roberto       | DI LABIO             | 1995-1997 |
| Col. Pil. | Vitantonio    | CORMIO               | 1997-1999 |
| Col. Pil. | Roberto       | ANGELOZZI            | 1999-2001 |
| Col. Pil. | Giovanni      | SAVOLDELLI PEDROCCHI | 2001-2002 |
| Col. Pil. | Gianpaolo     | MINISCALCO           | 2002-2004 |
| Col. Pil. | Roberto       | DE MICCO             | 2004-2008 |
| Col. Pil. | Fabio         | RINALDI              | 2008-2010 |
| Col. Pil. | Marino        | FRANCAVILLA          | 2010-2012 |
| Col. Pil. | Maurizio      | COCCI                | 2012-2014 |
| Col. Pil. | Ivan          | MIGNOGNA             | 2014-2016 |
| Col. Pil. | Pasquale      | DI PALMA             | 2016-2018 |
| Col. Pil. | Nicola        | LUCIVERO             | 2018-2020 |
| Col. Pil. | Andrea        | NANNI                | 2020-2022 |
| Col. Pil. | Massimo Luigi | VALENTE              | 2022-2023 |
| Col. Pil. | Salvatore     | FLORIO               | 2023-     |